# Rudolf Karsch
Rudolf Karsch (n. 26 decembrie 1913, Leipzig, Imperiul German – d. 11 decembrie 1950, Erfurt, RDG) a fost un ciclist de performanță german, medaliat olimpic. A participat la o ediție a Jocurilor Olimpice (1936) în care a câștigat o medalie de bronz.

## Participări
Lista de mai jos prezintă principalele competiții la care a participat Rudolf Karsch de-a lungul carierei.
- cycling at the 1936 Summer Olympics – men's 1000m time trial[*]